# 思辩哲学
思辨哲学(speculative philosophy)，一种以命名，概念推演来预见现实世界的哲学方法。

## 概况
西方哲学中的主观唯心主义哲学范畴，代表人物为德国哲学家 G 黑格尔等。